# Чесновський Павло Генадійович
Павло Генадійович Чесновський (біл. Павел Генадзевіч Часноўскі, рос. Павел Геннадьевич Чесновский, нар. 4 березня 1986, Мінськ) — білоруський футболіст, воротар клубу «Шахтар» (Солігорськ).
Виступав, зокрема, за клуби БАТЕ та «Торпедо-БелАЗ», а також молодіжну збірну Білорусі.

## Клубна кар'єра
Вихованець мінської «Зміни». Перший тренер — С. В. Кашкан. Провівши за першу команду кілька матчів у нижчих дивізіонах покинув клуб і грав за дубль борисовського БАТЕ та мінського МТЗ-РІПО, а 2007 року перейшов до «Вітебська», де став головним воротарем і дебютував у Вищій лізі.
У середині сезону 2009 року він перейшов до латвійського клубу «Вентспілс», з яким грав у груповому раунді Ліги Європи, де зіграв дві виїзні гри проти німецької «Герти» (1:1) та голландського «Геренвена» (0:5), в яких пропустив загалом 6 голів, але основним воротарем не став і деякий час на правах оренди грав у латвійському клубі «Транзит». Після закінчення контракту з «Вентспілом» Павло покинув Латвію, незважаючи на те, що клуб висловив бажання продовжити співпрацю з білоруським воротарем. Чесновський мотивував своє рішення великою кількістю легіонерів у складі команди при діючому ліміті на легіонерів (не більше 5 на полі), невизначеною клубною політикою та слабким рівнем латвійського футболу.
Відразу після закінчення контракту, клуби з Польщі, Кіпру та Ізраїлю почали проявляти інтерес до Чесновського. Втім в кінці травня 2011 року він повернувся на батьківщину і приєднався до БАТЕ, з яким брав участь у матчах Ліги чемпіонів. Однак за борисовців Павло зіграв лише у чотирьох матчах, будучи дублером головного воротаря Олександра Гутора. Крім того, тривалий час гравець не грав через травму, тому на початку 2012 року покинув клуб.
У січні 2012 року Чесновський став гравцем «Торпедо-БелАЗа», де відразу став основним воротарем клубу. На початку сезону 2013 року він стартував з триматчевої «сухої» серії, яка проте закінчилася в четвертому турі в грі проти солігорського «Шахтаря». У липні 2013 року він отримав травму, яка залишила його поза грою до листопада. Тоді ж основним воротарем команди став Василь Хомутовський, але в серпні 2014 року Чесновський повернув собі місце на старті. У січні 2015 року він продовжив контракт з «Торпедо-БелАЗ» і у сезоні 2015 року залишався основним воротарем клубу. У січні 2016 року він покинув жодінський клуб.
Незабаром після виходу з «Торпедо-БелАЗа» він підписав контракт з дебютатом Білоруської вищої ліги клубом «Городея». У його складі Чесновський був основним воротарем, в сезоні 2016 року провів усі 30 матчів чемпіонату від початку до кінця. У січні 2017 року, наприкінці контракту, він покинув команду і став гравцем «Мінськ», де також був основним воротарем. У грудні 2017 року він залишив столичний клуб.
На початку 2018 року Чесновський приєднався до солігорського «Шахтаря» та підписав контракт у лютому. Він став другим воротарем команди після Андрія Климовича, в сезоні 2018 року грав у двох матчах чемпіонату Білорусі та в одному кубку. У січні 2019 року він продовжив контракт із «гірниками». З серпня 2019 року, після переходу Климовича в «Оренбург», Чесновський став основним воротарем команди. У жовтні 2019 року він продовжив контракт до кінця 2021 року. З початку сезоні 2020 року втратив місце в основі після приходу до команди Олександра Гутора. Станом на 12 квітня 2020 року відіграв за солігорських «гірників» 13 матчів в національному чемпіонаті.

## Виступи за збірні
У 2002 році дебютував у складі юнацької збірної Білорусі (U-17), загалом на юнацькому рівні взяв участь у 7 іграх, пропустивши 14 голів.
Протягом 2005–2009 років залучався до складу молодіжної збірної Білорусі, з якою був учасником молодіжного чемпіонату Європи 2009 року у Швеції, де був основним воротарем, а білоруси зайняли останнє місце у групі. Всього на молодіжному рівні зіграв у 28 офіційних матчах, пропустив 26 голів.
У 2010 році отримав виклик до національної збірної Білорусі, але там за неї і не дебютував.

## Титули і досягнення
- Чемпіон Білорусі (2):

БАТЕ: 2011
«Шахтар»: 2020
- Володар Кубка Білорусі (1):

«Шахтар» (Солігорськ): 2018–19
- Володар Суперкубка Білорусі (2):

БАТЕ: 2011
«Шахтар»: 2021

### Індивідуальні
- У списку 22 найкращих гравців чемпіонату Білорусі: 2008